# Fredrik Ulriksen
Fredrik Ulriksen, född 22 januari 1843 i Svendborg amt, död 27 november 1926 i Lomma församling, Malmöhus län, var en dansk-svensk trädgårdsmästare.
Ulriksen, som var son till skogsfogden Ulrik Poulsen och Ane Maria Sørensdatter, var trädgårdsmästare vid Billeskov vid Assens samt Kjærsgaard och Hofmansgave vid Odense 1861–1868,. på Snogeholms slott i Skåne 1869–1873 och trädgårdsföreståndare på Alnarps lantbruksinstitut 1873–1910 och ledare av trädgårdsskolan där 1876–1910. Han var ledamot av styrelsen för Skånska trädgårdsföreningen från 1887 samt sekreterare och utgivare av dess tidskrift 1904–1914. Han var ledamot av kommunalnämnden i Lomma landskommun under 25 år samt ledamot av kyrko- och skolrådet under 20 år. Han var innehavare av Sveriges Pomologiska förenings förgyllda silverplakett och Svenska trädgårdsföreningens silvermedalj.